# MVKV villamos (Miskolc)
A miskolci MVKV jelzésű villamosvonal a Tiszai pályaudvar és a Szondi György utca között húzódik, amelyet a Miskolc Városi Közlekedési Zrt. üzemeltet minden év Múzeumok Éjszakáján.

## Története
Az MVK Zrt. minden év Múzeumok Éjszakáján (jellemzően június 20-27. közötti szombatokon) díjmentesen igénybe vehető járatokat indít a Szondi György utcai remízbe a Tiszai pályaudvarról, mely a Tüzér, a Szekerész és az Üteg utcákban futó villamossínen fut.
Az ingyenes villamosjárat párja az ingyenes autóbuszjárat, mely MVK jelzéssel közlekedik a Centrum és az autóbuszgarázs között.

## Útvonala
| Tiszai pályaudvar – Szondi György utca                                                                                | Szondi György utca – Tiszai pályaudvar                                                                                |
| --- | --- |
| Tiszai pályaudvar ➝ Kandó Kálmán tér ➝ Baross Gábor út ➝ Tüzér utca ➝ Szekerész utca ➝ Üteg utca ➝ Szondi György utca | Szondi György utca ➝ Üteg utca ➝ Szekerész utca ➝ Tüzér utca ➝ Baross Gábor út ➝ Kandó Kálmán tér ➝ Tiszai pályaudvar |

## Közlekedése
A Tiszai pályaudvar irányából a 15:00 és 21:30 között terjedő időszakban indulnak villamosok félórás ütemezettséggel.
A Szondi György utca irányából a 15:25 és 21:55 között terjedő időszakban indulnak villamosok félórás ütemezettséggel.

### Járművek
Az MVK Zrt. a különleges alkalomra a ČKD Tatra KT8D5-ös típusú veterán sárga villamosát adja ki az egész nap folyamán.

## Megállóhelyei
| 0 | Tiszai pályaudvar végállomás  | 0.0 km | 0 | 1, 1VP, 3, 3A, 8, 12G, 21, 30, 900, 901, 935 1, 1A 1383 3738, 3751, 3753, 3755 expresszvonat, IC, InterRégió, sebesvonat, személyvonat – Miskolc-Tiszai (80, 90, 92, 94)  |
| 1 | Szondi György utca végállomás | 1.0 km | 5 | 1G, 7, 12G, 14G, 21G, 35G, 101B, 900, 935, Auchan 1, MVK 3706, 3710, 3712, 3715, 3716, 3717, 3718, 3719, 3720, 3721, 3722, 3723, 3724, 3727, 3730, 3731, 3733, 3734, 3735 |